# 袁庄镇
袁庄镇，是中华人民共和国江苏省南通市如东县下辖的一个乡镇级行政单位。

## 行政区划
袁庄镇下辖以下地区：
大袁庄村、时桥村、铁果门村、孙庄村、小康村、海河滩村、朱庄村、濮桥村、竹园村、戴南村和赵港村。